# Brennelemente-Zwischenlager Lingen
Das Brennelemente-Zwischenlager Lingen (BZL) (ehemals Standort-Zwischenlager Lingen (SZL)) ist ein Lager für hochradioaktive Abfälle am Standort des Kernkraftwerks Lingen.

## Geschichte
Die Genehmigung für das BZL wurde 1998 beantragt und erfolgte am 6. November 2002. Das Lager wurde am 10. Dezember 2002 mit der Einlagerung des ersten Behälters vom Typ CASTOR V/19 in Betrieb genommen. Somit läuft die auf 40 Jahre befristete Genehmigung im Jahr 2042 aus.
Seit dem 1. Januar 2019 ist die BGZ Gesellschaft für Zwischenlagerung die Betreibergesellschaft des BZD.

## Daten
Das nach dem STEAG-Konzept gebaute Lager ist etwa 110 m lang, 26 m breit und 20 m hoch. Das Brennelemente-Zwischenlager Lingen hat insgesamt 125 genehmigte Stellplätze für Zwischenlagerbehälter. Aktuell lagern 47 Behälter vom Typ CASTOR V/19 (Stand 31. März 2024).
Die genehmigten Maximalwerte für das Inventar des Lagers betragen 1250 MgSM, eine maximale Wärmeleistung von 4,7 MW sowie ein maximales Aktivitätsinventar von 6,9 × 1019 Bq.

## Zwischenfälle
Mit Stand vom 31. Dezember 2023 gab es im Brennelemente-Zwischenlager zwei meldepflichtige Ereignisse gemäß Atomrechtlicher Sicherheitsbeauftragten- und Meldeverordnung.